# كارل غتفريد براسه
كارل غُتفريد بْراسْه (بالدنمركية: Karl Gottfried Prasse؛ 1929–2018) لساني دنمركي ذو اهتمام باللغة الأمازيغية. كان مهتما بشكل أساسي بلغة الطوارق الأمازيغية، والتي يُتحدث بها في النيجر ومالي وجنوب الجزائر. وقد قام بتأليف قواميس وتوصيف نحوي كامل لهذه اللغة.
تولى براسه محاضرات في علم المصريات في عام 1956 وكان يبحث في لغات الهميتو-سامية وتخصص في وقت مبكر في لهجات البربرية والعربية ( لهجة القاهرة ) مع التركيز بشكل خاص على لغات الطوارق . شغل منصب برُفسور مشارك في اللهجات الأمازيغية والعربية في جامعة كوبنهاغن من 1969 إلى 1996.
سُميت المدرسة الطارقية لكارل غتفريد براسه (École touarègue de KG Prasse) في أمتلتل في النيجر باسمه تكريما له. حصل على الميدالية الذهبية للأكاديمية الدنمركية الملكية للعلوم والآداب على أبحاثه في لغة الطوارق في عام 2008.

## أعماله الكبرى
- 1972-1973-1974-2009: Manuel de grammaire touarègue (لهوجار لهجة) 1-4.
- 1989-1990: Poésies touarègues de l'Ayr ، 1) نص الطوارق 2) الترجمة الفرنسية
- 2003: Dictionnaire Touareg-français 1-2 (qlqamus tëmazhëq-tëfränsist)

### استشهادات
1. 1 2 3 4 5 6  Louise Schou Drivsholm (23. juni 2018). "Et liv er forbi: Han nåede til bogstavet N". Dagbladet Information (بالدنماركية). ISSN:1602-2572. QID:Q123248457. {{استشهاد بدورية محكمة}}: تحقق من التاريخ في: |publication-date= (help)
2. ↑  Den Store Danske Encyklopædi (بالدنماركية), 1994, OL:23721854W, QID:Q1186818
3. ↑  "Karl Prasse". bibliomonde.com (بالفرنسية). Archived from the original on 2019-04-10. Retrieved 2015-03-02.
4. ↑  Villesen, Kristian (17 Dec 2008). "'Elwisam n-urägh' betyder guldmedalje". information.dk (بالدنماركية). Archived from the original on 2016-03-04. Retrieved 2015-03-02.